# Marko Sosič
Marko Sosič, slovenski pisatelj in režiser, * 22. december 1958, Trst, † 3. februar 2021, Trst.

## Življenje
Rodil se je v Trstu, kjer je tudi živel. Študiral je na Akademiji za gledališče in film v Zagrebu, kjer je leta 1984 diplomiral iz režije. Nato je deloval po različnih slovenskih in italijanskih gledališčih.
Sosič, doma z Opčin, je študiral na Akademiji za gledališče in film v Zagrebu, kjer je leta 1984 diplomiral iz režije. Nato je dolga leta deloval po številnih slovenskih in italijanskih gledališčih. V letih 1991-1994 je bil umetniški vodja Slovenskega narodnega gledališča v Novi Gorici. Dvakrat (v letih 1999-2003 in 2005-09) je bil umetniški vodja Slovenskega stalnega gledališča v Trstu. V sezonah 2003/04 in 2004/05 je opravljal delo selektorja slovenskega gledališkega festivala Borštnikovo srečanje in bil kasneje tudi selektor za Teden slovenske drame v Kranju. Posnel in napisal scenarije je za vrsto dokumentarnih TV-filmov za RAI (italijansko TV), igrani film Komedija solz (2016), igrano-dokumentarni film Karmela o Karmeli Kosovel (2019) ter Strel v tišino (o drugem tržaškem procesu, dokončala Marija Brecelj, 2021; italijanska različica Spari nel silenzio, 2022).

## Delo (literarno)
Pisal je prozo (romane in kratke zgodbe), radijske igre in scenarije ter dramske fragmente. 
Za svoj roman Balerina, balerina je dobil tržaško nagrado Vstajenje, z romanom pa se je uvrstil tudi v krog finalistov za nagrado Kresnik. V izboru za nagrado Kresnik sta bila tudi njegov roman Tito, amor mijo, ki je bil nominiran tudi za nagrado Prešernovega sklada, ter roman Ki od daleč prihajaš v mojo bližino. Zbirka kratkih zgod Iz zemlje in sanj je bila nominirana za najboljšo knjigo leta (Kritiško sito) ter uvrščena v ožji izbor za nagrado Fabula 2012. Z romanom Kratki roman o snegu in ljubezni  se je še četrtič uvrstil med velike finaliste za nagrado kresnik. 
Njegova dela so prevedena v številne jezike.

### Proza
- Rosa na steklu, zbirka kratke proze, 1991
- Tisoč dni, dvesto noči, dnevniški zapiski, 1996
- Balerina, balerina, roman, 1997
- Tito, amor mijo, roman, 2005
- Iz zemlje in sanj, zbirka kratkih zgodb, 2011
- Ki od daleč prihajaš v mojo bližino, roman, 2012
- Kratki roman o snegu in ljubezni, roman, 2014
- Kruh, prah, roman, 2018
- Samotne ljubezni, zbirka kratke proze, 2022 (izšla posmrtno)

## Nagrade
- Vstajenje - za roman Balerina, balerina (1997)
- nagrada Umberto Saba (Trst)
- nagrada Premio Città di Salò (2005)
- Finalist za nagrado Kresnik (najboljši roman leta) za romane: Balerina, balerina, Tito, amor mijo, Ki od daleč prihajaš v mojo bližino in Kratki roman o snegu in ljubezni.
- Nominacija za nagrado Prešernovega sklada za roman Tito, amor mijo
- Finalist za nagrado kritiško sito za zbirko kratke proze Iz zemlje in sanj ter za roman Ki od daleč prihajaš v mojo bližino
- Finalist za nagrado Fabula za zbirko kratke proze Iz zemlje in sanj